# West of Broadway (film, 1926)

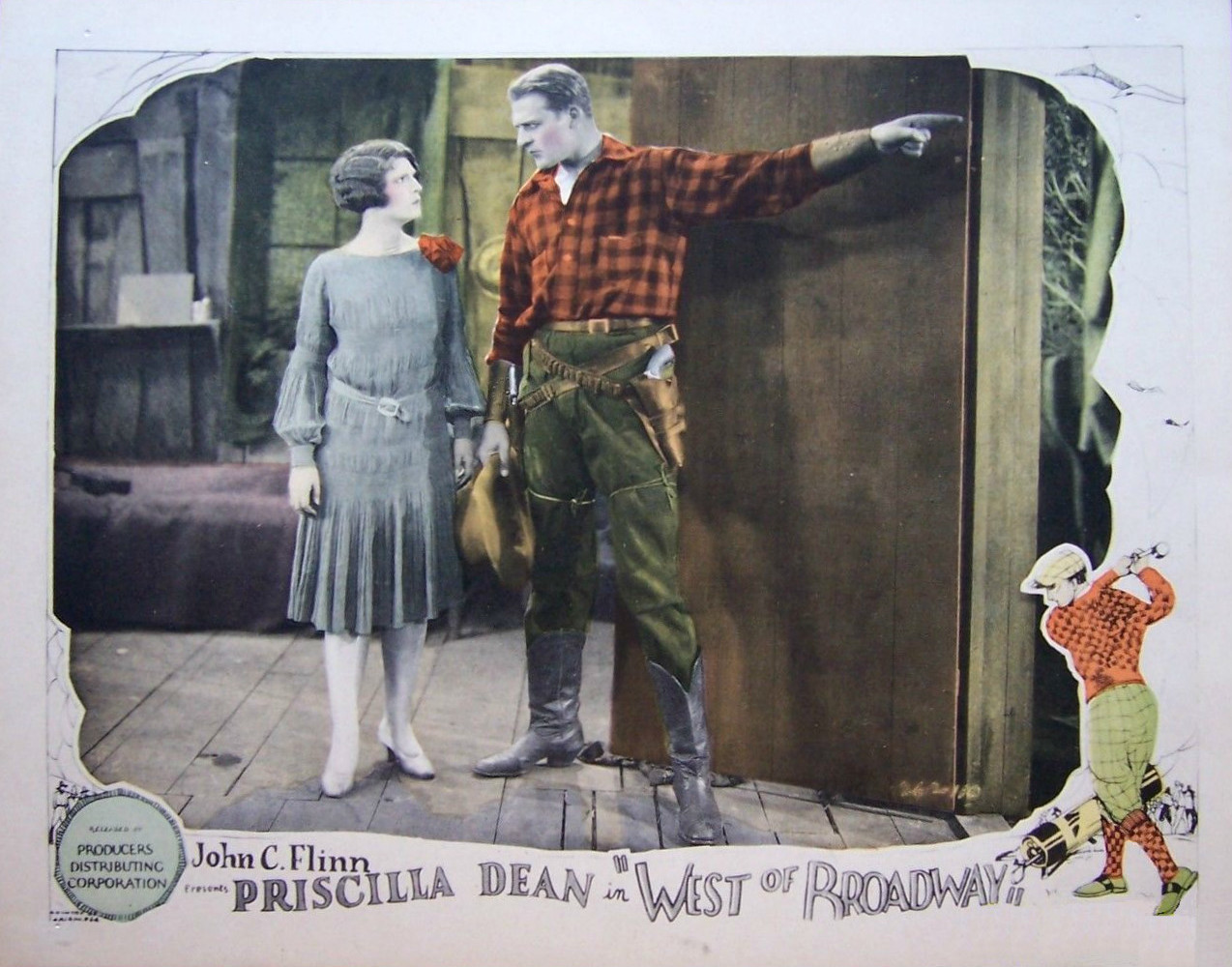
Carte promotionnelle du film.

West of Broadway est un film américain réalisé par Robert Thornby et sorti en 1926.

## Fiche technique
- Réalisation : Robert Thornby
- Scénario : Harold Shumate et Jack Cunningham, d'après une histoire courte de Wallace Smith[1]
- Producteur : John C. Flinn
- Photographie : Georges Benoît
- Production : Metropolitan Pictures Corporation of California
- Distributeur : Producers Distributing Corporation
- Pays de production :  États-Unis
- Durée : 58 minutes (6 bobines)[2]
- Date de sortie :
  - États-Unis : 18 octobre 1926

## Distribution
- Priscilla Dean : « Freddie » Hayden
- Arnold Gray : Bruce Elwood
- Majel Coleman : Muriel Styles
- Walter Long : Bad Willie
- George M. Hall : Cherokee Charlie
- William Austin : Mortimer Allison